# ゲド州
ゲド州（ゲドしゅう、ソマリ語: Geedo, 英: Gedo）はソマリアの州。行政中心地はガーバハレ。ジュバ川の西部でもあるゲド州南部は、古くはイギリス領トランスジュバとして知られ、イギリスとイタリアとでたびたび領有が争われてきた。1990年代のソマリア内戦では、首都モガディシュからの避難民で人口が増えた。しかしまもなくゲド州も戦乱に巻き込まれ、人口は減少に転じている。
内戦の避難民により、昔と人口分布が大きく変わっている。ケニアとの国境付近の町ベレド・ハーオやルークの人口が急増している。

## 隣接州
- ソマリ州
- バコール州
- ベイ州
- 中部ジュバ州
- 下部ジュバ州
- ワジール (カウンティ)
- マンデラ (カウンティ)

## ゲド州の県
ゲド州には7つの県がある:
| 県             | 人口    | 備考                         |
| バルデラ県     | 106,102 |                              |
| ルーク県       | 62,703  |                              |
| ガーバハレ県   | 57,023  | 人口はブードゥーボと合わせて |
| ブードゥーボ県 |         |                              |
| ベレドハーオ県 | 55,989  |                              |
| ドーロウ県     | 26,495  |                              |
| セールワーク県 | 19,996  |                              |
| 合計           | 328,378 |                              |

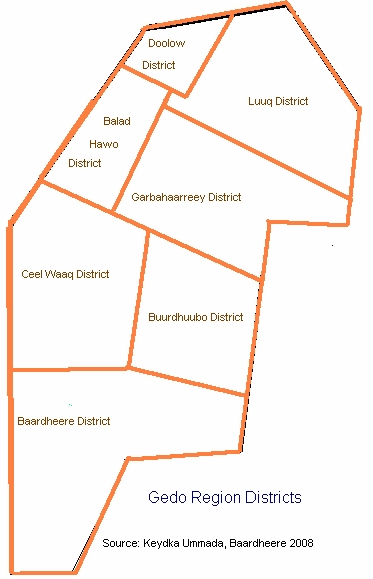
ゲド州の県

県名はそれぞれの県の行政中心都市名でもある。ゲド州全体の行政中心都市はガーバハレ。
国際連合の1994年の調査によると、ゲド州の推定人口は69万人である。ただし遊牧民が多いため、人口には増減がある。
内戦前のガーバハレはゲド州で最も人口が多く、その他、バルデラ、ベレドハーオ、ルークに住む人が多かった。内戦後はバルデラの人口が急増し、特に首都モガディシュが激しい戦闘状態になると、人口は以前の4倍になってゲド州一の都市となった。

## 生活と経済
バルデラにはバルデラ工科大学とゲド大学が、ベレドハーオにはゲド大学のキャンパスの一つがある。
ゲド州の主な産業は農業と牧畜である。銀行業と通信業も発達を始めている。大都市に定住している以外の人は、大都市周辺あるいはジュバ川沿いで農作物の栽培を、あるいはヒツジ、ラクダ、ウシなどを育てている。人口の半分ほどは農業か牧畜をやっている。
ゲド州はソマリア国内だけでなく、エチオピアやケニアとも取引がある。この取引は内戦後にも続いており、1998年北欧実態調査団のゲド州に関する報告書は、ソマリアで比較的安定しているといわれる北西部のソマリランドの州都ハルゲイサよりも、ゲド州の経済の方が盛んであると伝えている。
ベレドハーオには大きな市場がある。モガディシュやケニアと、大きな製品を含めた取引がある。バルデラには穀倉地帯であり、トウモロコシ、ジャガイモ、モロコシ、タバコ、タマネギ、ゴマ、パパイア、マンゴー、スイカ、バナナなどが育てられている。内戦前には、バルデラの農作物が遠く北方のジブチにまで運ばれていた。

## ゲド州の行政
内戦による混乱が落ち着いた2007年2月、地区の長老達は平和を回復するため、アメリカの大学で学んだ1968年生まれのアデン・イブラヒム・アウ・ヒルシを知事に選んだ。これにより地域の平和は回復し、国際連合開発計画 (UNDP)の支援により議会選挙も行われた。ゲド州議会議員は32人であり、7つの県から人口比に応じて直接選挙される。政府の役員は知事が任命する。
- 第1副知事、第2副知事
- 安全担当次官
- 教育担当次官
- 農業担当次官
- 軍事司令官
- 警察司令官
- 金融担当次官
- 家畜及び森林担当次官
- 司法担当次官
- 内政担当次官

## 風景
ゲド州の主な川はダワ川とジュバ川である。ダワ川はエチオピアとゲド州との国境を流れる。ただしドーロウ県のみはダワ川のエチオピア寄り側にある。エチオピアを流れるガナレ・ドリャ川の名がジュバ川に変わるのはゲド州に入ってからである。

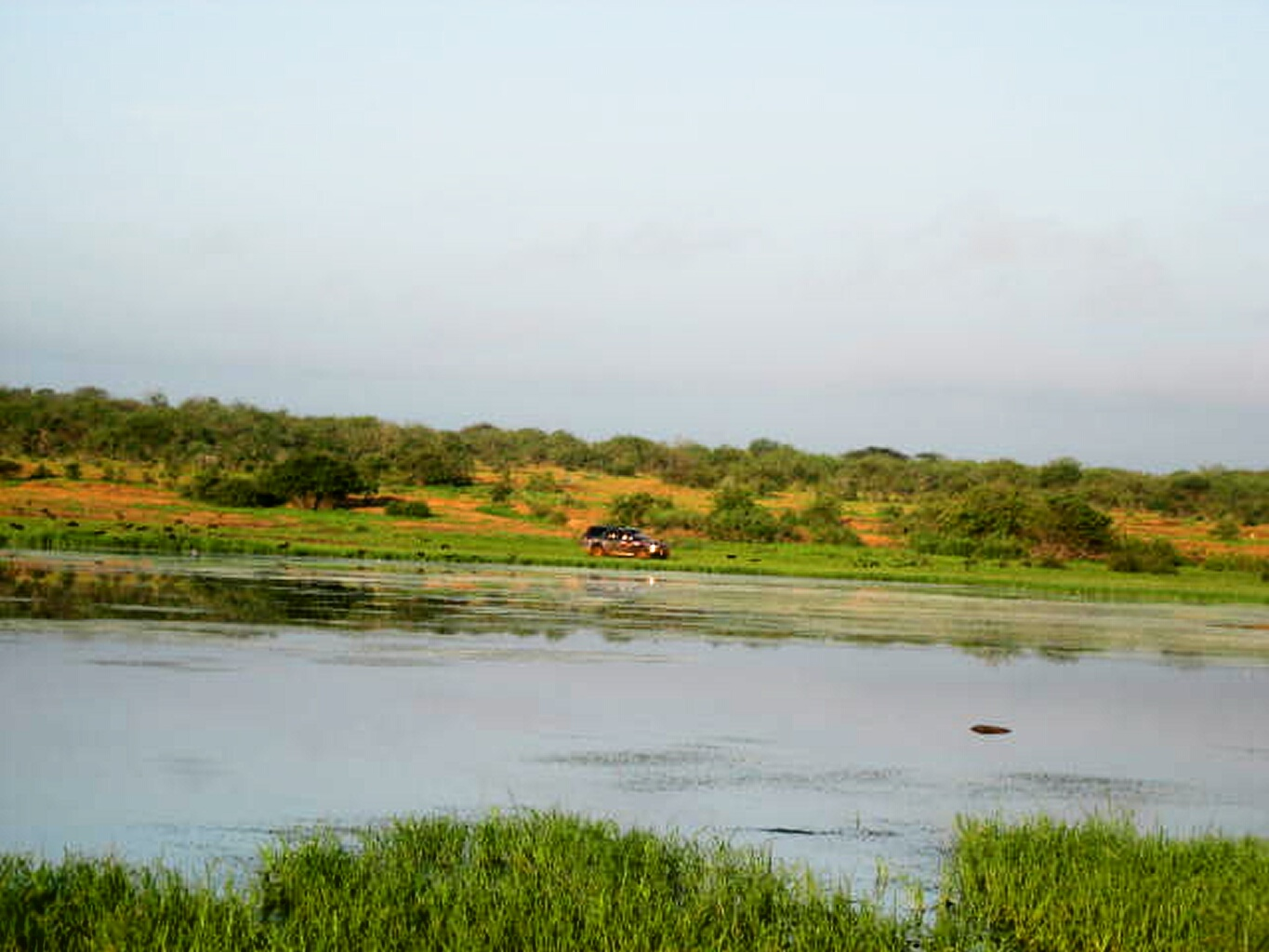
セール・ガドゥード付近のダハーブル池

ゲドはソマリアの中でも豊かな景色を持つ地区である。ダーオ地区には岩山があり、基本は赤砂であるがジュバ渓谷沿いに白い砂が積もっている。バルデラ県の北西にあるゲルゲル・プライッレは平らな砂地である。地区の中央には大昔に岩山を削ってできた峡谷がある。雨季になると雨水が渓谷を通って南東に流れる。ゲド州南部は赤砂の平地である。

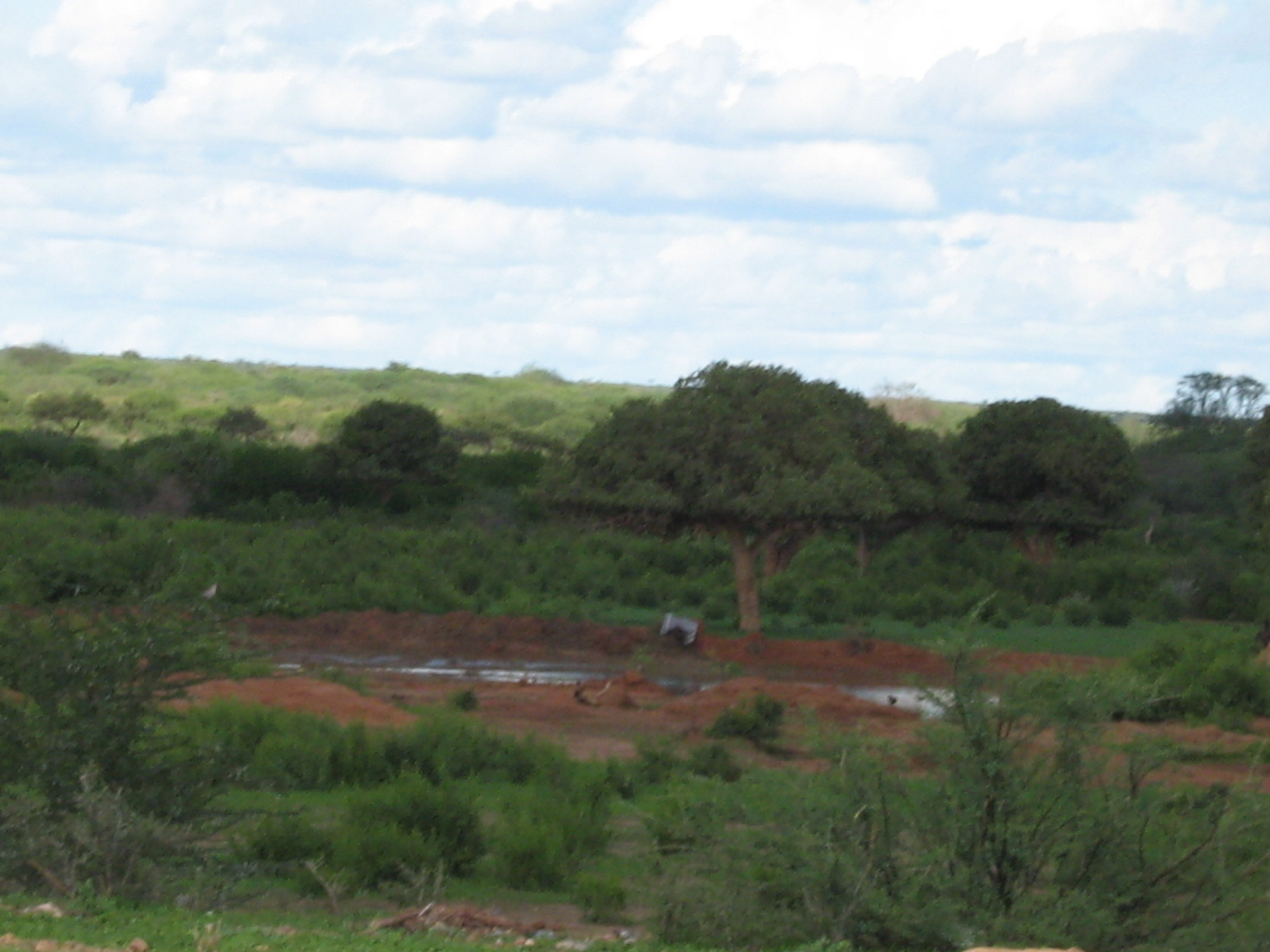
ファーファクスドゥーン池（Warta Faafaxdhuun） バルデラの西85 km

ゲド州に多い家畜はラクダ（ソマリ語: geel）、ウシ（lo）、ヤギ（ari cad）、ヒツジ（iddo）である。ヤギとヒツジを同じ群れで飼う人が多く、その群れはアリ（ari）と呼ばれる。一族で数百頭飼っていることが多い。また、ゲド地区ではウマの繁殖も行われており、特にベレド・ハーオの平地や、エルワク県ダマセ町近郊のディルハッラに多い。

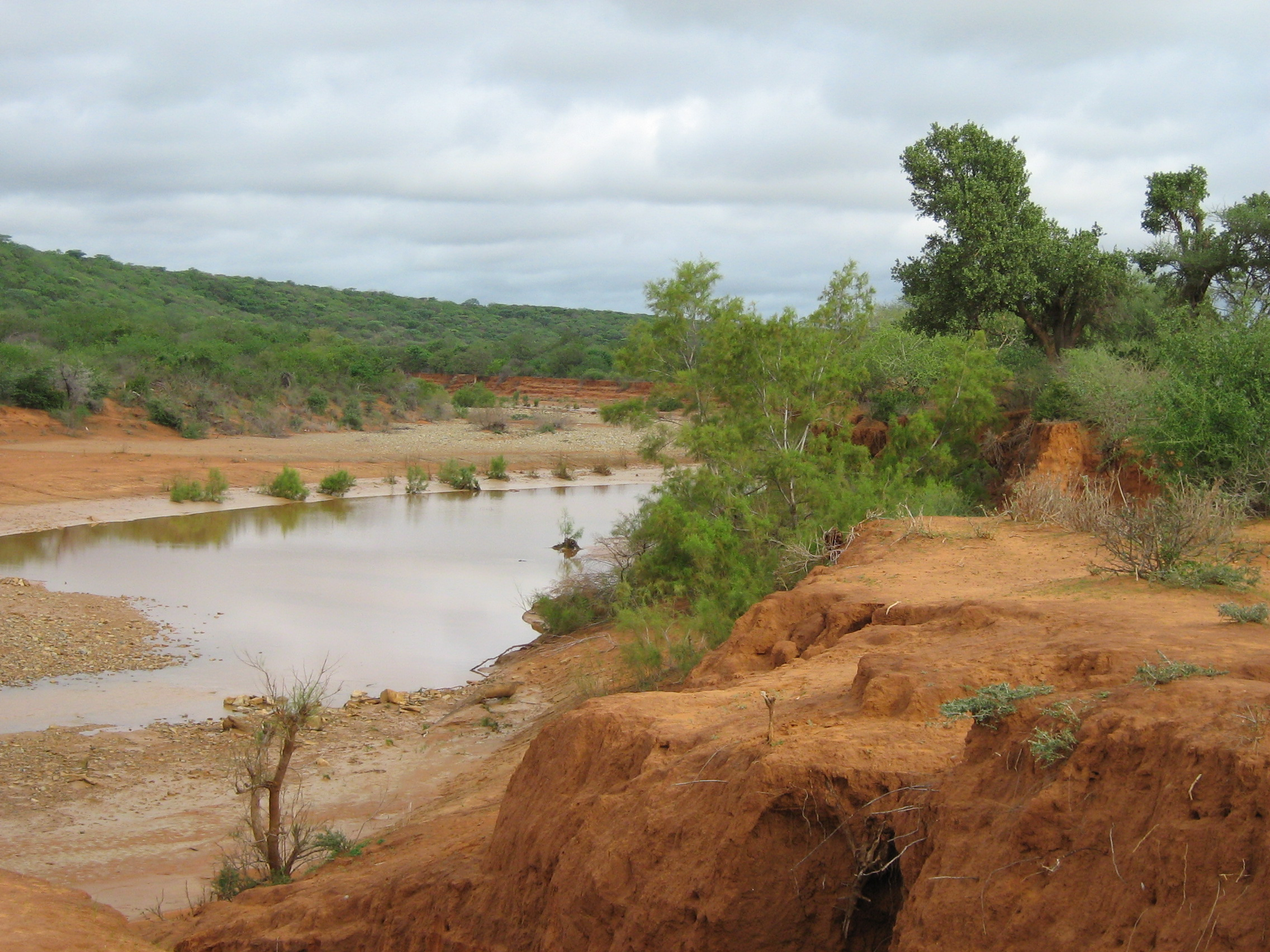
ジェルダーニ峡谷（Faraqa Jerdaani）ベルバラ西方約26 km

ゲド州の行政中心地ガーバハレからベレド・ハーオの方角である北西40 km (25 mi)の位置に、ゲド州で最も高い山、フンバーレ山がある。ベレド・ハーオからは20 km (12 mi)である。バルデラからガーバハレに向かう途中のワーモ・ヤレイの丘を越えると、フンバーレ山の頂点が見えるようになる。
ゲド州の山岳地帯には、ゾウやチーターなどの大型獣も生息する。夜にはライオンの雄叫びが聞こえることもある。バルデラ県西部、ゲリレーイとファーファドゥーンの間の草原地帯には、ダチョウ、オリックス、キリン、イボイノシシ、ハイエナなどが住む。このあたりの地区はゲルゲル、あるいはゲルゲルプレーリーと呼ばれている。
ドーロウからバルデレを流れるジュバ川にはクロコダイル、カバなどの大型動物が住み、ときどき川岸に上がっている様子を見ることもできる。

## ゲド州の主な都市
- バルデラ
- ベレドハーオ（英語版）
- ブールドゥーボ（英語版）
- セールワーク（英語版）
- ダマサ（英語版）
- ドーロゥ（英語版）
- ガーバハレ
- ルーク